# Kami-Amakusa, Kumamoto
Kami-Amakusa (上天草市 Kami-Amakusa-shi) là một thành phố thuộc tỉnh Kumamoto, Nhật Bản. Thành phố được thành lập ngày 31 tháng 3 năm 2004.
Đến năm 2003, dân số thành phố là 35.314 người trên diện tích 126,06 km², mật độ 280người/ km².